# 须蕊忍冬
须蕊忍冬（学名：Lonicera chrysantha sp. koehneana）为忍冬科忍冬属下的一个亚种。